# Olympische Sommerspiele 2004/Teilnehmer (Südkorea)
| Gelbes Symbol für Goldmedaillen mit stilisierten Olympischen Ringen | Graues Symbol für Silbermedaillen mit stilisierten Olympischen Ringen | Braundes Symbol für Bronzemedaillen mit stilisierten Olympischen Ringen |
| ------------------------------------------------------------------- | --------------------------------------------------------------------- | ----------------------------------------------------------------------- |
| 9                                                                   | 12                                                                    | 9                                                                       |

Südkorea nahm an den Olympischen Sommerspielen 2004 in Athen mit einer Delegation von 264 Athleten (145 Männer und 119 Frauen) an 149 Wettkämpfen in 25 Sportarten teil. Fahnenträgerin bei der Eröffnungsfeier war die Volleyballspielerin Ku Min-jung.

## Teilnehmer nach Sportarten

### Badminton
| Männer - Ha Tae-kwon Doppel: Gold - Kim Dong-moon Doppel: Gold Mixed-Doppel: Viertelfinale - Kim Yong-hyun Doppel: Viertelfinale Mixed-Doppel: 2. Runde - Lee Dong-soo Doppel: Silber - Lee Hyun-il Einzel: 2. Runde - Park Tae-sang Einzel: Viertelfinale - Shon Seung-mo Einzel: Silber - Yim Bang-eun Doppel: Viertelfinale - Yoo Yong-sung Doppel: Silber | Frauen - Hwang Yu-mi Doppel: Viertelfinale - Jun Jae-youn Einzel: 2. Runde - Lee Hyo-jung Doppel: Viertelfinale Mixed-Doppel: 2. Runde - Lee Kyung-won Doppel: Bronze - Ra Kyung-min Doppel: Bronze Mixed-Doppel: Viertelfinale - Seo Yoon-hee Einzel: 2. Runde |

### Basketball
Frauen
- 12. Platz

- Kader
Byeon Nyeon-ha
Gang Ji-suk
Heo Yun-ja
Hong Hyun-hee
Jung Mi-ran
Jo Hye-jin
Kim Gye-ryeong
Kim Young-ok
Lee Jong-ae
Lee Mi-seon
Park Jung-eun

### Bogenschießen
| Männer - Im Dong-hyun Einzel: 6. Platz Mannschaft: Gold - Jang Yong-ho Einzel: 11. Platz Mannschaft: Gold - Park Kyung-mo Einzel: 5. Platz Mannschaft: Gold | Frauen - Lee Sung-jin Einzel: Silber Mannschaft: Gold - Park Sung-hyun Einzel: Gold Mannschaft: Gold - Yun Mi-jin Einzel: 5. Platz Mannschaft: Gold |

### Boxen
Männer
- Baek Jong-seop
Leichtgewicht: Viertelfinale

- Hom Mu-won
Halbfliegengewicht: Viertelfinale

- Jo Seok-hwan
Federgewicht: Bronze

- Kim Gi-seok
Fliegengewicht: 1. Runde

- Kim Jung-joo
Weltergewicht: Bronze

- Kim Won-il
Bantamgewicht: 1. Runde

- Song Hak-seong
Halbschwergewicht: 1. Runde

### Fechten
| Männer - Choi Byung-chul Florett, Einzel: 14. Platz Florett, Mannschaft: 7. Platz - Ha Chang-duk Florett, Einzel: 10. Platz Florett, Mannschaft: 7. Platz - Kim Woon-sung Florett, Mannschaft: 7. Platz - Lee Sang-yeop Degen, Einzel: 12. Platz - Oh Eun-seok Säbel, Einzel: 23. Platz - Park Hee-kyung Florett, Einzel: 11. Platz Florett, Mannschaft: 7. Platz | Frauen - Go Jung-nam Degen, Mannschaft: 7. Platz - Kim Hee-jung Degen, Einzel: 7. Platz Degen, Mannschaft: 7. Platz - Kim Mi-jung Degen, Einzel: 26. Platz Degen, Mannschaft: 7. Platz - Lee Geum-nam Degen, Einzel: 21. Platz Degen, Mannschaft: 7. Platz - Lee Sin-mi Säbel, Einzel: 19. Platz - Nam Hyun-hee Florett, Einzel: 8. Platz |

### Fußball
Männer
- Viertelfinale

- Kader
  - Tor

1 Kim Young-kwang
18 Kim Jee-hyuk
22 Park Dong-suk
  - Abwehr

2 Choi Won-kwon
3 Kim Chi-gon
5 Cho Byung-kuk
6 Yoo Sang-chul
15 Lee Jung-youl
19 Lim You-hwan
  - Mittelfeld

4 Park Yong-ho
7 Kim Do-heon
12 Park Kyu-seon
13 Kim Dong-jin
14 Kim Jung-woo
21 Chun Jae-woon
  - Sturm

8 Chung Kyung-ho
9 Lee Chun-soo
10 Choi Sung-kuk
11 Choi Tae-uk
16 Nam Kung-do
17 Cho Jae-jin
20 Kim Dong-hyun

### Gewichtheben
| Männer - An Yong-gwon Superschwergewicht: 8. Platz - Kim Gwang-hun Mittelgewicht: 9. Platz - Lee Bae-yeong Leichtgewicht: Silber - Song Jong-sik Halbschwergewicht: 8. Platz | Frauen - Gang Mi-suk Halbschwergewicht: DNF - Jang Mi-ran Superschwergewicht: Silber - Kim Su-kyung Mittelgewicht: 5. Platz - Kim Sun-hee Schwergewicht: 7. Platz |

### Handball
| Männer - 8. Platz - Kader Choi Seung-uk Han Kyung-tai Ji Seung-hyun Kim Seong-heon Kim Tea-wan Lee Chang-woo Lee Jae-woo Lee Tea-young Lim Duk-jun Oh Yun-suk Paek Won-chul Park Chan-young Park Min-chul Yoon Kyung-min Yoon Kyung-shin | Frauen - Silber - Kader Choi Im-jeong Huh Soon-young Huh Young-sook Jang So-hee Kim Cha-youn Kim Hyun-ok Lee Gong-joo Lee Sang-eun Lim O-kyeong Moon Kyeong-ha Moon Pil-hee Myoung Bok-hee Oh Seong-ok Oh Yong-ran Woo Sun-hee |

### Hockey
| Männer - 8. Platz - Kader Han Hyung-bae Jang Jong-hyun Jeon Jong-ha Ji Seong-hwan Kang Seong-jung Kim Kyung-seok Kim Jung-chul Kim Jong-min Kim Yong-bae Ko Dong-sik Lee Jung-seon Lim Jung-woo Seo Jong-ho Song Seong-tae Yeo Woon-kon You Hyo-sik | Frauen - 7. Platz - Kader Go Gwang-min Kim Jung-a Kim Jin-kyoung Kim Mi-sun Kim Seong-eun Kim Yun-mi Lee Jin-hee Lee Mi-seong Lee Seon-ok Lim Ju-young Oh Ko-woon Park Eun-kyung Park Jeong-sook Park Mi-hyun Park Yong-sook Yoo Hee-joo |

### Judo
| Männer - Bang Gwi-man Halbleichtgewicht: 1. Runde - Choi Min-ho Ultraleichtgewicht: Bronze - Hwang Hee-tae Mittelgewicht: 5. Platz - Jang Sung-ho Halbschwergewicht: Silber - Kim Sung-bum Schwergewicht: Hoffnungsrunde/Viertelfinale - Kwon Young-woo Halbmittelgewicht: 7. Platz - Lee Won-hee Leichtgewicht: Gold | Frauen - Choi Sook-ie Schwergewicht: 7. Platz - Kim Mi-jung Mittelgewicht: 1. Runde - Lee Bok-hee Halbmittelgewicht: Hoffnungsrunde - Lee Eun-hee Halbleichtgewicht: Hoffnungsrunde - Lee So-yeon Halbschwergewicht: 7. Platz - Ye Geu-rin Ultraleichtgewicht: 7. Platz |

### Leichtathletik
| Männer - Ji Young-jun Marathon: 18. Platz - Kim Dong-young 50 Kilometer Gehen: 27. Platz - Kim Yoo-suk Stabhochsprung: 33. Platz in der Qualifikation - Lee Bong-ju Marathon: 15. Platz - Lee Dae-ro 20 Kilometer Gehen: 33. Platz - Lee Jae-hoon 800 Meter: Vorläufe - Lee Myong-seung Marathon: 41. Platz - Park Chil-sung 20 Kilometer Gehen: 41. Platz - Park Hyung-jun Dreisprung: 39. Platz in der Qualifikation - Park Jae-myong Speerwurf: 29. Platz in der Qualifikation - Park Tae-kyong 110 Meter Hürden: Vorläufe - Shin Il-yong 20 Kilometer Gehen: 29. Platz | Frauen - Choi Kyung-hee Marathon: 35. Platz - Jang Jung-yeon Speerwurf: 36. Platz in der Qualifikation - Chung Yun-hee Marathon: 23. Platz - Kim Mi-jung 20 Kilometer Gehen: disqualifiziert - Lee Eun-jung Marathon: 19. Platz - Lee Mi-young Kugelstoßen: 28. Platz in der Qualifikation |

### Moderner Fünfkampf
Männer
- Han Do-ryeong
Einzel: 24. Platz

- Lee Chun-heon
Einzel: 21. Platz

### Radsport
| Männer - Hong Seok-han Keirin: 2. Runde - Kim Chi-bum Sprint: 2. Runde - Yang Hee-cheon Sprint: 2. Runde Keirin: 2. Runde | Frauen - Han Song-hee Straßenrennen: 51. Platz - Kim Yong-mi Punktefahren: 17. Platz |

### Reiten
- Hwang Sun-won
Springen, Einzel: 20. Platz
Springen, Mannschaft: 8. Platz

- Joo Jung-hyun
Springen, Einzel: DNF
Springen, Mannschaft: 8. Platz

- Son Bong-gak
Springen, Einzel: 14. Platz
Springen, Mannschaft: 8. Platz

- Yoo Jung-ho
Springen, Einzel: 41. Platz in der Qualifikation
Springen, Mannschaft: 8. Platz

### Ringen
| Männer - Baek Jin-guk Weltergewicht, Freistil: 14. Platz - Choi Duk-hoon Mittelgewicht, griechisch-römisch: 10. Platz - Im Dae-won Federgewicht, griechisch-römisch: 7. Platz - Jung Ji-hyun Leichtgewicht, griechisch-römisch: Gold - Jung Young-ho Leichtgewicht, Freistil: 7. Platz - Kim Hyo-sub Federgewicht, Freistil: 6. Platz - Kim In-sub Weltergewicht, griechisch-römisch: disqualifiziert - Moon Eui-jae Halbschwergewicht, Freistil: Silber | Frauen - Lee Na-lae Leichtgewicht, Freistil: 7. Platz |

### Rudern
| Männer - Ham Jung-uk Einzel: 22. Platz | Frauen - Lee Yun-hee Einzel: 20. Platz |

### Schießen
| Männer - Cheon Min-go Luftgewehr: 4. Platz - Gang Hyeong-chul Schnellfeuerpistole: 11. Platz - Je Seong-tae Luftgewehr: 6. Platz - Jin Jong-oh Luftpistole: 5. Platz Freie Pistole: Silber - Lee Sang-do Luftpistole: 27. Platz Freie Pistole: 24. Platz - Lee Seok-tae Skeet: 37. Platz - Park Bong-duk Kleinkaliber, Dreistellungskampf: 9. Platz Kleinkaliber, liegend: 24. Platz | Frauen - Ahn Soo-kyeong Luftpistole: 10. Platz Sportpistole: 13. Platz - Jo Eun-young Luftgewehr: 14. Platz - Kim Jung-mi Skeet: 9. Platz - Kim Yeon-hee Kleinkaliber, Dreistellungskampf: 30. Platz - Lee Bo-na Trap: Bronze Doppeltrap: Silber - Lee Hye-jin Kleinkaliber, Dreistellungskampf: 5. Platz - Park A-young Luftpistole: 21. Platz - Seo Ju-hyung Sportpistole: 7. Platz - Seo Seon-hwa Luftgewehr: 27. Platz |

### Schwimmen
| Männer - Han Gyu-chul 200 Meter Freistil: 33. Platz - Jung Du-hee 100 Meter Schmetterling: 38. Platz 200 Meter Schmetterling: 24. Platz - Jo Seong-mo 1500 Meter Freistil: 25. Platz - Kim Bang-hyun 200 Meter Lagen: 32. Platz 400 Meter Lagen: 20. Platz - Lee Chung-hee 50 Meter Freistil: 35. Platz 100 Meter Freistil: 45. Platz - Park Tae-hwan 400 Meter Freistil: disqualifiziert - Seong Min 100 Meter Rücken: 30. Platz 200 Meter Rücken: 32. Platz - Yu Seung-hyun 100 Meter Brust: 31. Platz | Frauen - Gwon Yu-ri 800 Meter Freistil: 22. Platz 200 Meter Schmetterling: 24. Platz - Ha Eun-ju 400 Meter Freistil: 32. Platz - Kim Hyun-ju 200 Meter Freistil: 26. Platz 4 × 100 Meter Freistil: 9. Platz - Lee Da-hye 200 Meter Rücken: 25. Platz - Lee Ji-young 100 Meter Brust: 34. Platz 200 Meter Brust: 24. Platz - Nam Yu-seon 400 Meter Lagen: 7. Platz - Park Kyung-hwa 100 Meter Schmetterling: 33. Platz - Park Na-ri 200 Meter Lagen: 26. Platz - Ryu Yun-ji 50 Meter Freistil: 28. Platz 100 Meter Freistil: 15. Platz 4 × 100 Meter Freistil: 9. Platz - Seon So-eun 4 × 100 Meter Freistil: 9. Platz - Sim Min-ji 4 × 100 Meter Freistil: 9. Platz 100 Meter Rücken: 24. Platz |

### Segeln
Männer
- Ok Duk-pil
Windsurfen: 27. Platz

- Kim Ho-kon
Finn-Dinghy: 32. Platz

- Jung Seong-an & Kim Dae-young
470er: 23. Platz

### Synchronschwimmen
Frauen
- Kim Seong-eun & Yu Na-mi
Duett: 14. Platz

### Taekwondo
| Männer - Moon Dae-sung Schwergewicht: Gold - Song Myeong-seob Federgewicht: Bronze | Frauen - Hwang Kyung-seon Weltergewicht: Bronze - Jang Ji-won Federgewicht: Gold |

### Tennis
| Männer - Lee Hyung-taik Einzel: 2. Runde | Frauen - Cho Yoon-jeong Einzel: 2. Runde |

### Tischtennis
| Männer - Joo Se-hyuk Einzel: 4. Runde Viertelfinale: 3. Runde - Lee Chul-seung Doppel: Viertelfinale - Oh Sang-eun Einzel: 4. Runde Doppel: 3. Runde - Ryu Seung-min Einzel: Gold Doppel: Viertelfinale | Frauen - Kim Bok-rae Doppel: 4. Platz - Kim Kyung-ah Einzel: Bronze Doppel: 4. Platz - Lee Eun-sil Einzel: 3. Runde Doppel: Silber - Suk Eun-mi Doppel: Silber - Yun Ji-hye Einzel: 1. Runde |

### Turnen
| Männer - Jo Seong-min Einzelmehrkampf: 76. Platz Mannschaftsmehrkampf: 4. Platz Boden: 76. Platz in der Qualifikation Pferd: 41. Platz in der Qualifikation Barren: 21. Platz in der Qualifikation Ringe: 33. Platz in der Qualifikation - Kim Dae-eun Einzelmehrkampf: Silber Mannschaftsmehrkampf: 4. Platz Boden: 36. Platz in der Qualifikation Pferd: 16. Platz in der Qualifikation Barren: 61. Platz in der Qualifikation Reck: 44. Platz in der Qualifikation Ringe: 13. Platz in der Qualifikation Seitpferd: 26. Platz in der Qualifikation - Kim Dong-hwa Einzelmehrkampf: 70. Platz Mannschaftsmehrkampf: 4. Platz Pferd: 54. Platz in der Qualifikation Reck: 38. Platz in der Qualifikation Ringe: 13. Platz in der Qualifikation Seitpferd: 33. Platz in der Qualifikation - Kim Seong-il Einzelmehrkampf: 59. Platz Mannschaftsmehrkampf: 4. Platz Boden: 73. Platz in der Qualifikation Pferd: 37. Platz in der Qualifikation Barren: 26. Platz in der Qualifikation Reck: 16. Platz in der Qualifikation Seitpferd: 66. Platz in der Qualifikation - Lee Sun-sung Einzelmehrkampf: 71. Platz Mannschaftsmehrkampf: 4. Platz Barren: 15. Platz in der Qualifikation Reck: 15. Platz in der Qualifikation Ringe: 27. Platz in der Qualifikation Seitpferd: 55. Platz in der Qualifikation - Yang Tae-young Einzelmehrkampf: Bronze Mannschaftsmehrkampf: 4. Platz Boden: 9. Platz in der Qualifikation Pferd: 7. Platz in der Qualifikation Barren: 30. Platz in der Qualifikation Reck: 10. Platz Ringe: 27. Platz in der Qualifikation Seitpferd: 19. Platz in der Qualifikation | Frauen - Park Kyung-ah Einzelmehrkampf: 62. Platz in der Qualifikation Boden: 80. Platz in der Qualifikation Pferd: 84. Platz in der Qualifikation Stufenbarren: 82. Platz in der Qualifikation Schwebebalken: 84. Platz in der Qualifikation |

### Volleyball
Frauen
- Viertelfinale

- Kader
Choi Kwang-hee
Gang Hye-mi
Han Song-yi
Jang So-yeon
Jung Dae-young
Kim Mi-jin
Kim Sa-nee
Kim Se-young
Ku Min-jung
Nam Jie-youn
Pak Sun-mi